# Batana
Batana je tradicionalna rovinjska drvena brodica ravnoga dna, veličine između 4 i 8,5 metara.
Umijeće izgradnje rovinjske batane zaštićeno je nematerijalno kulturno dobro hrvatske kulturne baštine.

## Opis
Ravnog je dna koje je blago zakrivljeno prema pramčanoj statvi i krmenom zrcalu, s malo izbočenim zaključkom na pramcu i omjerom dužina-širina 1:3. Pojavljuje se na Jadranu u davno doba i širi Europom i svijetom kao pogodna za plovidbu plitkim vodama. Pripada mnogobrojnoj obitelji čamaca ravnog dna kao što su venecijanska gondola, neretvanska trupa ili komiška sandula. Batane izgrađene u drugoj polovici 20. stoljeća rijetko su duže od 5 metara. Potpuno je izgrađena od drva; kostur najčešće od hrastovine, a oplata od jelovine ili smrekovine. Za zakivanje se rabe pocinčani čavli ili ručno izrađeni od kovana željeza. Batanu može pokretati jedro (oglavno četverokutno, veličine ovisno o dužini batane), vesla (za ribarenje dva vrlo duga) ili izvanbrodski motor. Urez na krmenom zrcalu batane bio je namijenjen jednom veslu za veslanje na način gondole. Postoje otvorene, te opalubljene batane koje se koriste za rad mrežama i parangalima. Podnosi svako more jer ne siječe valove i more već po njima skače i propinje se preko vala.
U Rovinju postoji eko-muzej "Kuća o batani" posvećen batani, ribarskoj brodici i lokalnoj zajednici koja je batanu prepoznala kao svoj simbol, jer je upravo batana najrasprostranjenije tradicionalno plovilo u Rovinju. Otud i naziv rovinjska batana.
U makarskom primorju je za batanu uvriježen naziv gondula, no ona ima nešto oštriji pramac od rovinjske batane. Inače, ime batana povezuje se s talijanskom riječi battere (udarati) što asocira na zvuk udaranja njena ravnog dna o valove. Neki izvori kažu da ime potječe od drevnog pomorskog naziva batto za malenu barku iz 14. stoljeća prethodnicu današnjeg čamca, u anglosaksonskome bat i kasnije eng. boat (čamac).
Savudrija ima svoju podvrstu batane.

## Vanjske poveznice
- Batana Hrvatska tehnička enciklopedija, portal hrvatske tehničke baštine. LZMK

- Ekomuzej Batana Hrvatska tehnička enciklopedija, portal hrvatske tehničke baštine. LZMK